# Miroslav Votava
Miroslav "Mirko" Votava (Praga, Checoslovaquia, 25 de abril de 1956) es un exfutbolista alemán de origen checo. Se desempeñaba como centrocampista y tuvo también una breve carrera como entrenador.

## Clubes

### Jugador
| Club               | País             | Año         | Partidos | Goles |
| ------------------ | ---------------- | ----------- | -------- | ----- |
| Borussia Dortmund  | Alemania Federal | 1974 - 1982 | 257      | 28    |
| Atlético de Madrid | España           | 1982 - 1985 | 96       | 9     |
| Werder Bremen      | Alemania         | 1985 - 1996 | 357      | 18    |
| VfB Oldenburg      | Alemania         | 1996 - 1997 | 15       | 0     |

### Entrenador
| Club               | País     | Año         |
| ------------------ | -------- | ----------- |
| VfB Oldenburg      | Alemania | 1997 - 1998 |
| SV Meppen          | Alemania | 1998 - 1999 |
| 1. FC Union Berlin | Alemania | 2002 - 2004 |

## Palmarés
Atlético de Madrid
- Copa del Rey: 1985

SV Werder Bremen
- Bundesliga: 1987-88, 1992-93
- Copa de Alemania: 1991, 1994
- Recopa de Europa: 1992